# Москітовий берег
Москітовий берег, Берег Мискіто (англ. Mosquito Coast або Miskito Coast, ісп. Costa de Mosquitos) — характерна природна та історична область в Нікарагуа, що довгий час перебувала під британським контролем.
Низовина Москітового берега, місцями понад 80 км шириною, простягається вздовж усього узбережжя Нікарагуа, починаючи від річки Сан-Хуан, і продовжується далі на північ в межі Гондурасу.
Низовина складена наносами численних рік, в тому числі Коко, Ріо-Ескондідо, Матагальпа та інших. Хоча область і рясніє болотами з безліччю москітів, її назва походить від назви народу Мискіто, що мешкає там.